# Auburn Speedster
Auburn Speedster Co. Inc., später 209 Curtis Parkway, Tonawanda Inc., war ein US-amerikanischer Hersteller von Automobilen.

## Unternehmensgeschichte
Das Unternehmen wurde am 5. Januar 1971 in Buffalo im Bundesstaat New York gegründet. 1973 begann die Produktion von Automobilen. Der Markenname lautete Auburn, evtl. mit dem Zusatz Replica oder Speedsters. Im gleichen Jahr endete die Produktion. Die Glassic Motor Car Company übernahm das Fahrzeugprojekt. Am 31. März 1982 wurde das Unternehmen aufgelöst.

## Fahrzeuge
Das einzige Modell war die Nachbildung eines Modells von Auburn und ähnelte den Nachbauten der Auburn-Cord-Duesenberg Company. Fahrgestell und Antrieb kamen von Ford. Der V8-Motor hatte 5700 cm³ Hubraum. Die Karosserie bestand aus Fiberglas.